# Petar Genov
Petar Genov, bolgarski šahovski velemojster, * 1970, Bolgarija.